# Embassytown: La Ciudad Embajada
Embassytown: La Ciudad Embajada (publicada originalmente en inglés como Embassytown) es una novela de ciencia ficción del autor británico China Miéville publicada por Macmillan Publishers en el Reino Unido el 28 de abril de 2011 y en Estados Unidos por Del Rey Books el 17 de mayo de 2011. Subterranean Press publicó más tarde una edición limitada. El argumento de la novela gira en torno al asentamiento de la Ciudad Embajada, los residentes alienígenas nativos conocidos como Ariekei, su Idioma y las interacciones humanas con ellos. La novela obtuvo un buen recibimiento y ganó el premio Locus a la mejor novela de ciencia ficción en 2012.

## Argumento
Embassytown transcurre principalmente en la ciudad que da nombre a la novela, en español Ciudad Embajada. La Ciudad Embajada existe en el mismísimo límite del "manchmal" (término alemán para "a veces", expresado en la novela como "cada día"), que se supone que es la tercera iteración del universo conocido, y dadas las enormes distancias respecto a cualquier otro punto solo es accesible navegando a través del "ínmer" (adaptado del original "Immer" en la novela, término alemán para "siempre"), un universo permanente al que se aplican diferentes conceptos de tiempo y espacio.
Ciudad Embajada es una colonia de un estado llamado Bremen y sus bienes comerciales (metales preciosos y, sobre todo, biotecnología de procedencia alienígena), junto con la posición única de la ciudad al borde del universo conocido, la convierten una colonia particularmente importante.
Avice Benner Cho, una "inmersora", una viajera del ínmer, ha vuelto a su hogar de la infancia tras sus aventuras en el "exterior". En el planeta Arieka, humanos y "exots" (la palabra para extraterrestres exóticos) coexisten con los Ariekei, los enigmáticos seres autóctonos de aspecto vagamente insectoide, conocidos como Anfitriones. Pocas personas hablan el idioma de los Anfitriones, al que se hace referencia solo como el "Idioma", pues requiere que el orador pronuncie dos palabras a la vez. Los únicos humanos (Terres) que pueden hacerlo son gemelos lingüistas diseñados genéticamente, doppels, para que compartan un grado de comprensión mutua cercano a compartir mente a los que se conoce como Embajadores, criados únicamente para dicho propósito. Los Embajadores hablan con dos bocas y una mente y por ello los Ariekei, quienes no reconocen ni comprenden otras formas de comunicación, pueden entender lo que dicen, lo que permite comerciar con su valiosa biotecnología. El Idioma de los Anfitriones no permite la mentira, ni siquiera conceptos relacionados como la especulación; de hecho crean símiles mediante el reclutamiento de individuos para que lleven a cabo extraños comportamientos que se convierten así en alusiones en el Idioma. Avice es uno de esos símiles humanos, "la niña a la que hirieron en la oscuridad y que comió lo que le dieron". Desde la llegada de los humanos los Ariekei compiten en Festivales de Mentiras para ver quien puede acercarse más a pronunciar una falsedad, un acto a la vez excitante y tabú. 
La relación entre humanos y Ariekei se ha mantenido en una relativa tranquilidad durante muchos años (expresados en kilohoras). Sin embargo, cuando llega desde Bremen un nuevo Embajador llamado Ez⁄Ra que no ha sido diseñado genéticamente para hablar Idioma pero que aun así puede hacerlo, todo cambia. El discurso del nuevo Embajador, creado por Bremen, droga a los Anfitriones y como resultado la población Ariekei al completo se vuelve adicta al habla del Embajador indiferentemnte de lo que exprese, hasta el extremo de que no pueden vivir sin ella. Mientras la situación se deteriora, la relación de Avice con los Anfitriones como símil humano, y con uno de los Embajadores, la empujan a buscar una solución.

## Personajes
En el contexto del libro, los nombres que aparecen en forma de fracciones son nombres destinados a pronunciarse simultáneamente con dos bocas.
- Avice Benner Cho: nativa de Ciudad Embajada e inmersora, esposa de Scile y amante de CalVin.
- Scile: lingüista de fuera del planeta y marido de Avice; cree que el Idioma debe seguir como siempre ha sido sin importar las consecuencias.
- Cal⁄Vin (o CalVin): Embajador de alto nivel y posición social, amante de Avice Benner Cho.
- Mag⁄Da (o MagDa): Embajadora jefe.
- Ez⁄Ra (o EzRa): nuevo Embajador modificado por Bremen que consiste en dos personas que no son idénticas. Se le llega a conocer como la "Droga Dios".
- Bren: exembajador que todavía vive en Ciudad Embajada y actúa como asesor de Avice; es una mitad del Embajador "hendido" BrenDan.
- Ehrsul: una "automa" (de autómata), mejor amiga de Avice.
- Wyatt: representante de Bremen en Ciudad Embajada.
- Hasser: símil humano usado por los Ariekei como parte del Idioma. Asesino de Surl⁄Tesh-echer.
- Surl⁄Tesh-echer (o Colmena): el "mentiroso" con más éxito entre los Arekei. Hasser lo mata durante un Festival de Mentiras.
- Bailaora Española: un Ariekei con marcas que a Avice le recuerdan al traje flamenco de una bailaora. Seguidor de Surl⁄Tesh-echer interesado en los símiles.
- YlSib (anteriormente Sib⁄Yl): ex-Embajadora que vive en la urbe de los Anfitriones. Contacto de Bren fuera de la Ciudad Embajada.

## Desarrollo
Miéville tuvo la idea para crear a los Ariekei por primera vez a los 11 años, en "un tosco boceto de lo que llegaría a ser Embassytown", escrito mientras estaba en la escuela. Volvieron a aparecer en una historia corta que escribió ocho años después, historia que Miéville pretendía conseguir publicar en la revista Interzone. Sobre sus intentos de crear una raza alienígena verdaderamente "alienígena", Miéville comentó que le resultó casi imposible y afirmó que "si eres un escritor que resulta ser humano, creo que está definitivamente más allá de nuestro entendimiento describir algo realmente inhumano, algo psicológicamente alienígena".
Dos editoriales publicaron la obra originalmente en inglés y en tapa dura. Pan Macmillan lo hizo el 28 de abril de 2011 para el Reino Unido y Del Rey Books el 17 de mayo de 2011 para Estados Unidos. En junio del mismo año la empresa de entretenimiento e información hablada Audible publicó un audiolibro en junio de 2011 y Subterranean Press lanzó al mercado una edición limitada firmada por el autor en septiembre; las editoriales originales volvieron a poner a la venta la novela en formato de tapa blanda en enero de 2012. La primera edición en español corrió a cargo de Fantascy en junio de 2013, cuando publicaron la novela a la vez en tapa blanda y en formato kindle.

## Recepción
Ursula K. Le Guin, en su análisis para The Guardian, escribió que "Embassytown es una obra de arte perfectamente rematada... funciona a todos los niveles y ofrece una narración compulsiva, un espléndido rigor intelectual mezclado con riesgo, sofisticación moral, hermosas atracciones y artificios verbales, e incluso la anticuada satisfacción de ver como la protagonista llega a ser mejor persona de lo que sugería que podría ser". Publishers Weekly opinó "la brillante narrativa de Miéville destaca cuando Avice lidia con problemas y soluciones que surgen de la enrevesada y única evolución lingüística de los Anfitriones, y muchos de los personajes más intrigantes son los mismos Anfitriones. El resultado es un mundo destrozado y reconstruido de forma magistral". The Scotsman expone que "Embassytown presenta alienígenas que son genuina y apasionantemente alienígenas" y recomendó "un libro fundamentalmente orientado al papel del lenguaje como liberación imaginativa. Miéville ha cogido las ideas teóricas y filosóficas de pensadores como Jacques Derrida y Paul Ricoeur y las ha transformado en una historia. No se trata, sin embargo, de un tratado. Existe un genuino baile de emociones en el clímax de la novela".

## Premios

### 2012
- Ganadora del premio Locus a la mejor novela de ciencia ficción.[9]
- Nominada a los Kitschies a la mejor novela.[10]
- Nominada al premio Arthur C. Clarke.[11][12]
- Nominada al premio Nébula a la mejor novela.[13]
- Nominada al premio Hugo a la mejor novela.[14]

### 2014
- Ganadora del premio Ignotus a la mejor novela extranjera